# Almir Rogério
Almir Rogério, de son vrai nom Nestor de Medeiros (né le 12 juin 1952 à Bragança Paulista, dans l'État de São Paulo), est un chanteur et compositeur brésilien.

## Biographie
Il commence sa carrière dans les années 1960, mais c'est en 1982 qu'il se fait connaître avec le tube Fuscão Preto, qui devient un succès populaire et se vend à environ un million et demi d'exemplaires,. La chanson lui vaut plusieurs prix, et il devient une figure connue dans tout le Brésil. Tout au long de sa carrière, il sort plus de trente albums. Almir est également le compositeur de la chanson Se Deus Me Ouvse, qui devient un succès avec les voix de Chitãozinho e Xororó.
Le succès remporté par Almir Rogério permet à sa composition de devenir un film de la présentatrice Xuxa. Dans le film Fuscão Preto, le chanteur joue le rôle de Lima sous la direction de Jeremias Moreira Filho. Avant ce film, Almir Rogério avait également participé à Vidas Nuas, qui date de 1967. 

## Discographie

### Albums studio
- 1973 : Almir Rogério[8]
- 1979 : Mercado de Amor
- 1982 : Sertão Jovem (réédité en 1984)
- 1986 : O Fumo
- 1991 : Almir Rogério
- 1994 : Será Que Ela Me Ama?
- 2000 : Almir Rogério
- 2005 : Almir Rogério

### Cassettes audio
- 1968 : Almir Rogério (1968)[8] (réédité entre 1969 et 1980, 1985)
- 1981 : Fuscão Preto
- 1983 : Sertão Jovem